# Стрибки у воду на Чемпіонаті світу з водних видів спорту 2017 — трамплін, 1 метр (жінки)
Змагання зі стрибків у воду з метрового трампліна серед жінок на Чемпіонаті світу з водних видів спорту 2017 відбулись 14 і 15 липня 2017.

## Результати
Зеленим позначено фіналісток
| Місце | Стрибунка          | Країна          | Попередній раунд | Попередній раунд | Фінал         | Фінал         |
| Місце | Стрибунка          | Країна          | Очки             | Місце            | Очки          | Місце         |
| ----- | ------------------ | --------------- | ---------------- | ---------------- | ------------- | ------------- |
| 1     | Меддісон Кіні      | Австралія       | 283.80           | 1                | 314.95        | 1             |
| 2     | Надія Бажина       | Росія           | 254.10           | 10               | 304.70        | 2             |
| 3     | Елена Бертоккі     | Італія          | 263.05           | 4                | 296.40        | 3             |
| 4     | Чень Ївень         | Китай           | 277.20           | 2                | 294.70        | 4             |
| 5     | Марія Полякова     | Росія           | 260.80           | 6                | 289.05        | 5             |
| 6     | Тіна Пунцель       | Німеччина       | 261.90           | 5                | 284.25        | 6             |
| 7     | Естер Цінь         | Австралія       | 259.45           | 7                | 281.20        | 7             |
| 8     | Луїза Ставчинскі   | Німеччина       | 254.70           | 9                | 277.15        | 8             |
| 9     | Кетрін Торранс     | Велика Британія | 255.60           | 8                | 275.90        | 9             |
| 10    | Аранча Чавес       | Мексика         | 249.50           | 11               | 272.30        | 10            |
| 11    | Долорес Ернандес   | Мексика         | 246.90           | 12               | 257.20        | 11            |
| 12    | Цзюнь Хон Чон      | Малайзія        | 272.75           | 3                | 252.45        | 12            |
| 13    | Кім Ун Хян         | Північна Корея  | 244.30           | 13               | Не пройшли    | Не пройшли    |
| 14    | Чан Яні            | Китай           | 243.30           | 14               | Не пройшли    | Не пройшли    |
| 15    | Мішель Гаймберг    | Швейцарія       | 242.95           | 15               | Не пройшли    | Не пройшли    |
| 16    | Альона Хамулькіна  | Білорусь        | 242.80           | 16               | Не пройшли    | Не пройшли    |
| 17    | Нур Дабіта Сабрі   | Малайзія        | 242.35           | 17               | Не пройшли    | Не пройшли    |
| 18    | Ніколь Джилліс     | ПАР             | 241.70           | 18               | Не пройшли    | Не пройшли    |
| 19    | Елізабет Кві       | Нова Зеландія   | 241.50           | 19               | Не пройшли    | Не пройшли    |
| 20    | Ганна Письменська  | Україна         | 241.00           | 20               | Не пройшли    | Не пройшли    |
| 21    | Кая Скжек          | Польща          | 240.30           | 21               | Не пройшли    | Не пройшли    |
| 22    | Марія Коберн       | США             | 239.80           | 22               | Не пройшли    | Не пройшли    |
| 23    | Кім На Мі          | Південна Корея  | 237.45           | 23               | Не пройшли    | Не пройшли    |
| 24    | Марія Бетанкурт    | Венесуела       | 236.50           | 24               | Не пройшли    | Не пройшли    |
| 25    | Елісон Гібсон      | США             | 236.40           | 25               | Не пройшли    | Не пройшли    |
| 26    | Діана Пінеда       | Колумбія        | 232.40           | 26               | Не пройшли    | Не пройшли    |
| 27    | Дафне Вілс         | Нідерланди      | 227.90           | 27               | Не пройшли    | Не пройшли    |
| 28    | Джулія Вінсент     | ПАР             | 221.80           | 28               | Не пройшли    | Не пройшли    |
| 29    | Марсела Марич      | Хорватія        | 219.70           | 29               | Не пройшли    | Не пройшли    |
| 30    | Шей Боддінгтон     | Нова Зеландія   | 218.60           | 30               | Не пройшли    | Не пройшли    |
| 31    | К'яра Пеллакані    | Італія          | 218.15           | 31               | Не пройшли    | Не пройшли    |
| 32    | Луана Ліра         | Бразилія        | 215.60           | 32               | Не пройшли    | Не пройшли    |
| 33    | Таммі Такагі       | Бразилія        | 214.40           | 33               | Не пройшли    | Не пройшли    |
| 34    | Діана Шелестюк     | Україна         | 211.30           | 34               | Не пройшли    | Не пройшли    |
| 35    | Роза Канерва       | Фінляндія       | 207.00           | 35               | Не пройшли    | Не пройшли    |
| 36    | Даніела Сапата     | Колумбія        | 206.15           | 36               | Не пройшли    | Не пройшли    |
| 37    | Анка Серб          | Румунія         | 204.95           | 37               | Не пройшли    | Не пройшли    |
| 38    | Індре Гірдаускайте | Литва           | 193.85           | 38               | Не пройшли    | Не пройшли    |
| 39    | Moon Na-yun        | Південна Корея  | 191.45           | 39               | Не пройшли    | Не пройшли    |
| 40    | Єлена Бакович      | Сербія          | 188.50           | 40               | Не пройшли    | Не пройшли    |
| 41    | Маха Абдельсалам   | Єгипет          | 185.65           | 41               | Не пройшли    | Не пройшли    |
| 42    | Прісіс Руїс        | Куба            | 171.05           | 42               | Не пройшли    | Не пройшли    |
| —     | Хабіба Ашраф       | Єгипет          | Не стартувала    | Не стартувала    | Не стартувала | Не стартувала |